# Salza di Pinerolo
Salza di Pinerolo (piemontesisch Sansa, okzitanisch Salso) ist Gemeinde in der italienischen Metropolitanstadt Turin (TO), Region Piemont.

## Lage und Einwohner
Salza di Pinerolo liegt 85 Straßenkilometer südwestlich von Turin. Der Ort liegt im hochalpinen Valle Germanasca auf einer Höhe von 1245 m über dem Meeresspiegel. Das Gemeindegebiet umfasst eine Fläche von 15,44 km² und hat 71 Einwohner (Stand 31. Dezember 2023). Sie liegt in den Cottischen Alpen nahe der Grenze zu Frankreich im Valle Germanasca, einem Seitental des Val Cluson und ist eines der drei Waldensertäler, wo die calvinistische Laienbewegung der Waldenser ihr Rückzugsgebiet hatte. Die Gemeinde ist Mitglied in der Berggebietsgemeinschaft Comunità Montana Valli Chisone e Germanasca.
Die Nachbargemeinden sind Massello, Perrero und Prali im selben Tal und Pragelato im Haupttal.

## Geschichte
Der Name Salza erscheint das erste Mal im Jahr 1317, als die Fürsten von Achaia einen großen Teil des gleichnamigen Tals von Guglielmino di S. Martino kauften, einschließlich der Villa Salsa; es taucht 1356 mit einem „in alpe de Salsa“ wieder auf. Bis 1863 hieß die Gemeinde einfach Salza, deren lateinischer Ortsname (salicia, salicetum) wahrscheinlich botanischen Ursprungs ist und auf einen Ort hinweist, an dem es viele Weiden gibt. Einer anderen Quelle zufolge weist der Name auf eine salzige Quelle oder einen Ort hin, an dem Tiere mit Salz versorgt werden, oder sogar auf einen Ort, dessen Boden von Natur aus salzig ist.
Gegen die Mitte des 19. Jahrhunderts wurden in den Bergen rund um die Gemeinde zahlreiche Steinbrüche aus weißem, grauem und Bardiglio-Marmor eröffnet, die eine gewisse Zeit lang ausgebeutet wurden und wahrscheinlich bereits im Mittelalter genutzt wurden, da sie die Spuren früherer Zeiten aufwiesen und primitive Ausgrabung.

## Galerie

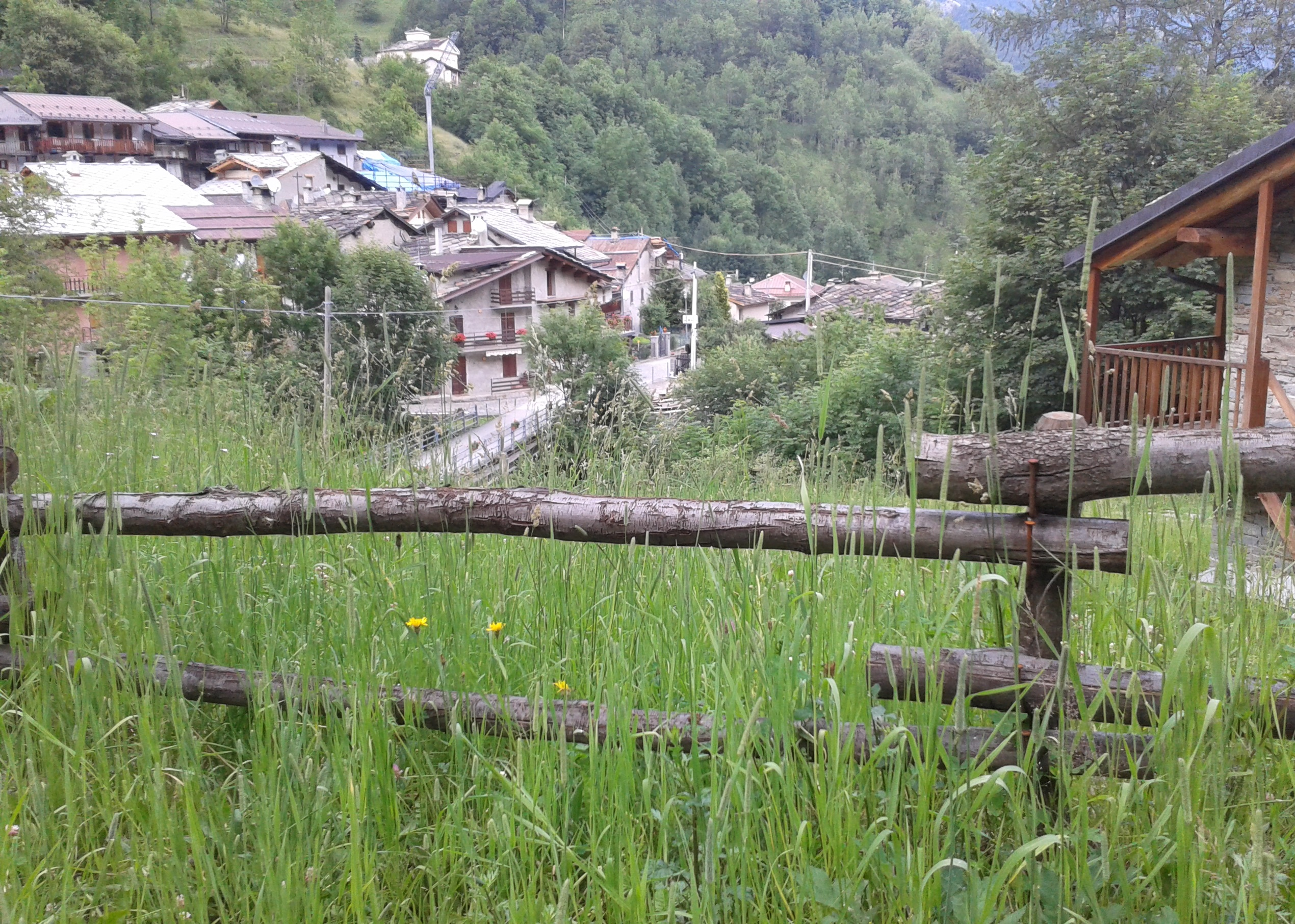
Das Dorf
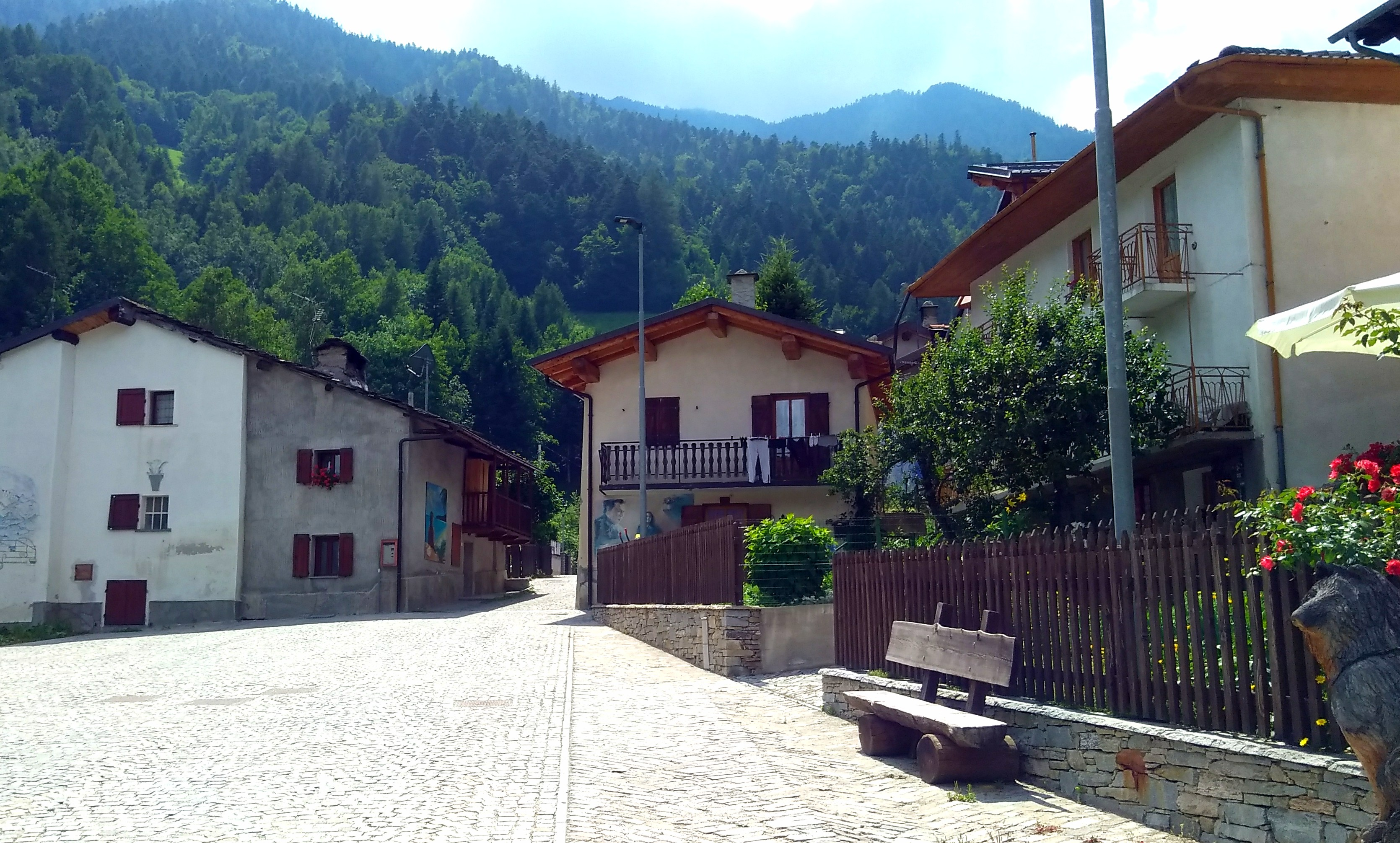
Dorfstrasse
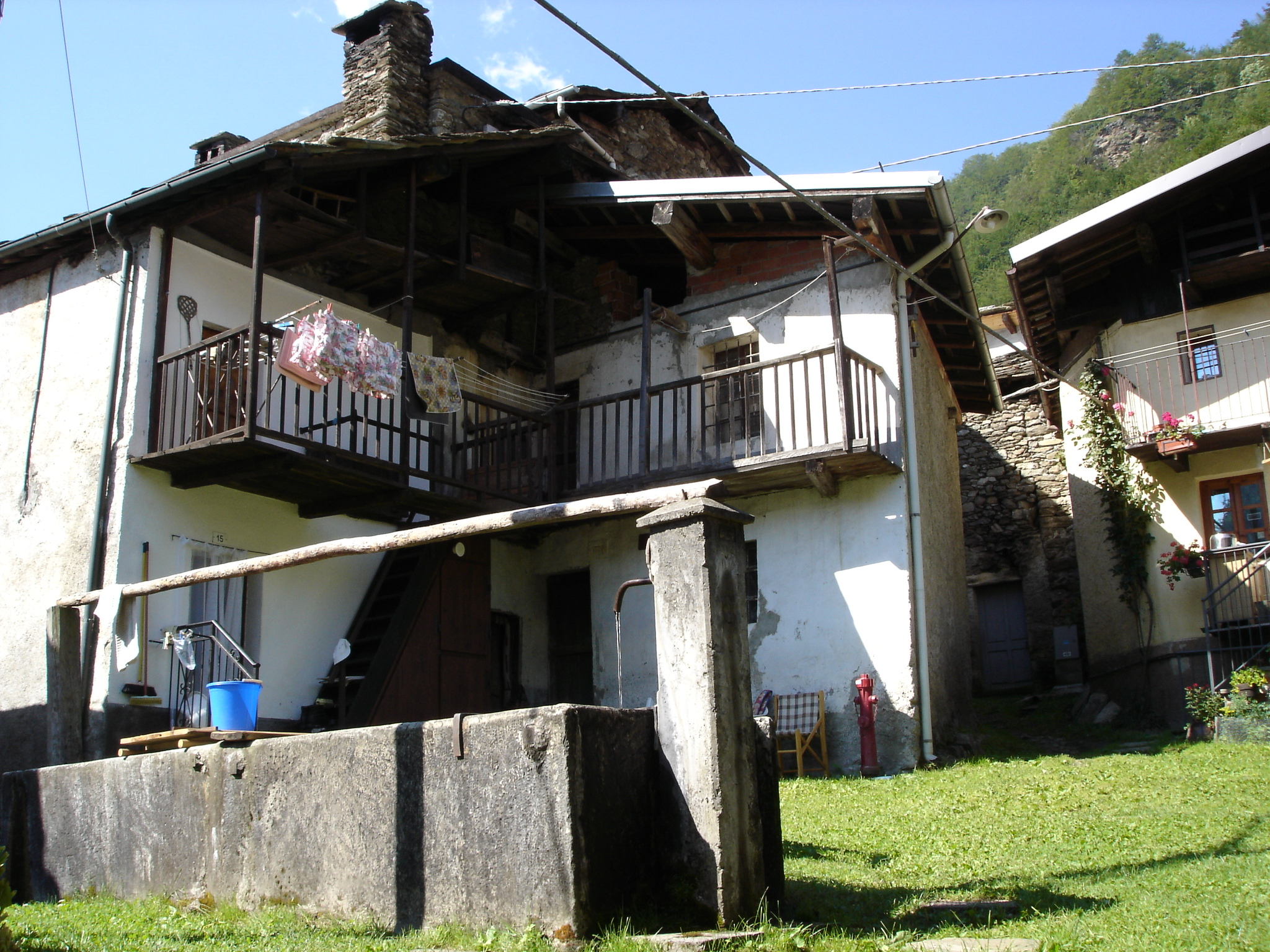
Im Dorf